# Guardia Nacional de Rusia
Guardia Nacional de Rusia o Rosgvárdia (en ruso: Федеральная служба войск национальной гвардии Российской Федерации, lit. Servicio Federal de tropas de la Guardia Nacional de la Federación de Rusia) es la fuerza militar interna del gobierno ruso. La Guardia Nacional está separada de las Fuerzas Armadas de Rusia. El cuerpo ejecutivo federal fue establecido en 2016 por una ley firmada por el presidente Vladímir Putin. Su misión declarada es asegurar las fronteras, hacerse cargo del control de armas, combatir el terrorismo, el crimen organizado, proteger el orden público y proteger importantes instalaciones estatales.

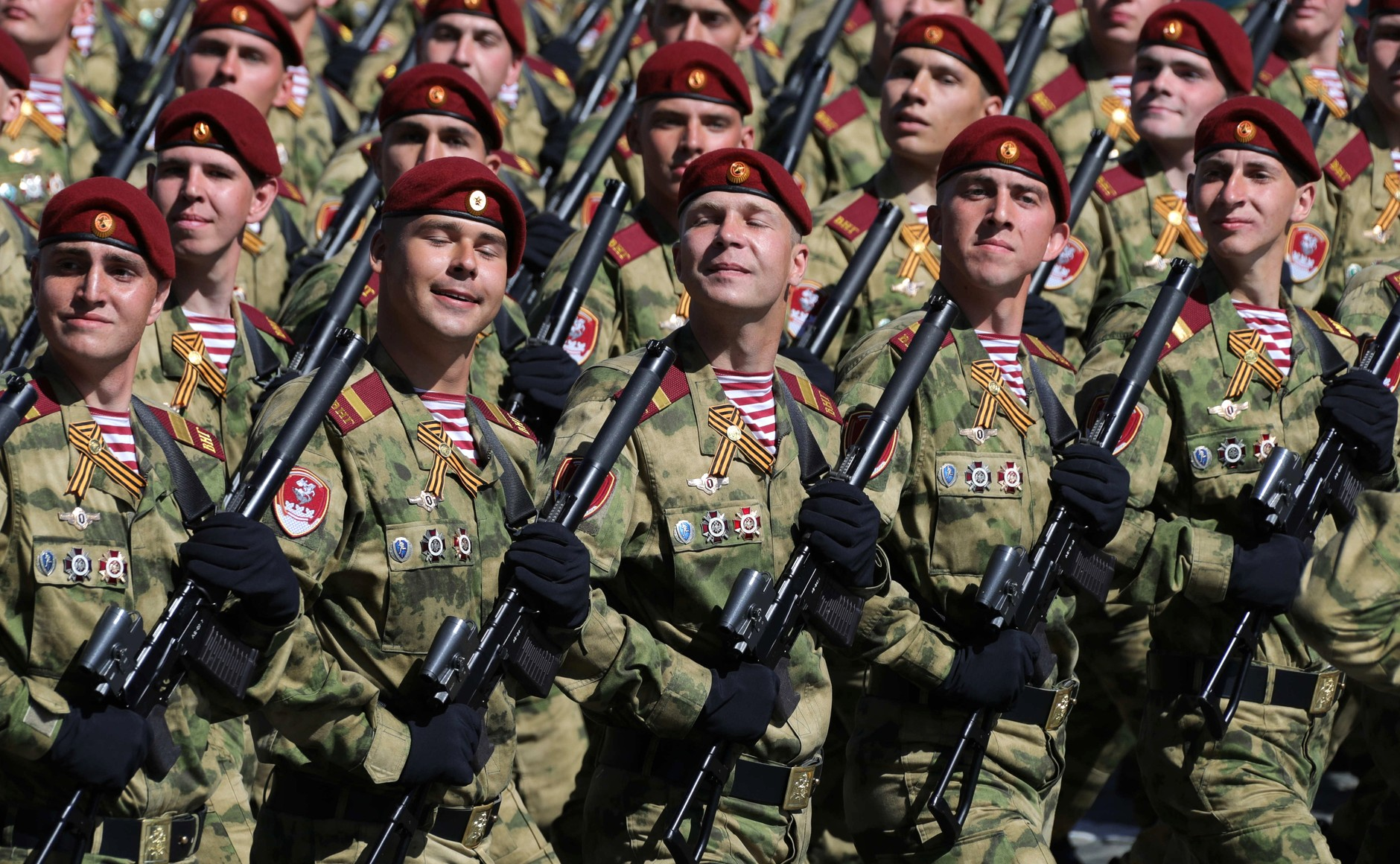
Tropas de la Guardia Nacional de Rusia marchando en el desfile del Día de la Victoria.

El establecimiento de la Guardia Nacional se considera un esfuerzo por mejorar la eficiencia y evitar la duplicación de responsabilidades dentro del sistema de seguridad ruso, como resultado de una evaluación extensa de los desafíos estratégicos planteados a Rusia. La Guardia Nacional números aprox. 340 000 personas en 84 unidades en toda Rusia y consolidaron las fuerzas de las Tropas Internas MVD, SOBR, OMON y otras fuerzas militares internas fuera de las Fuerzas Armadas Rusas.
El 16 de enero de 2017, el Día de la Guardia Nacional está designado para celebrarse el 27 de marzo, lo que vinculará a la Guardia Nacional con una larga historia de servicios de seguridad pública en Rusia, siendo ese día la fecha en que se estableció el Cuerpo de Guardias Internos en 1811, por un decreto del Emperador Alejandro I de Rusia.

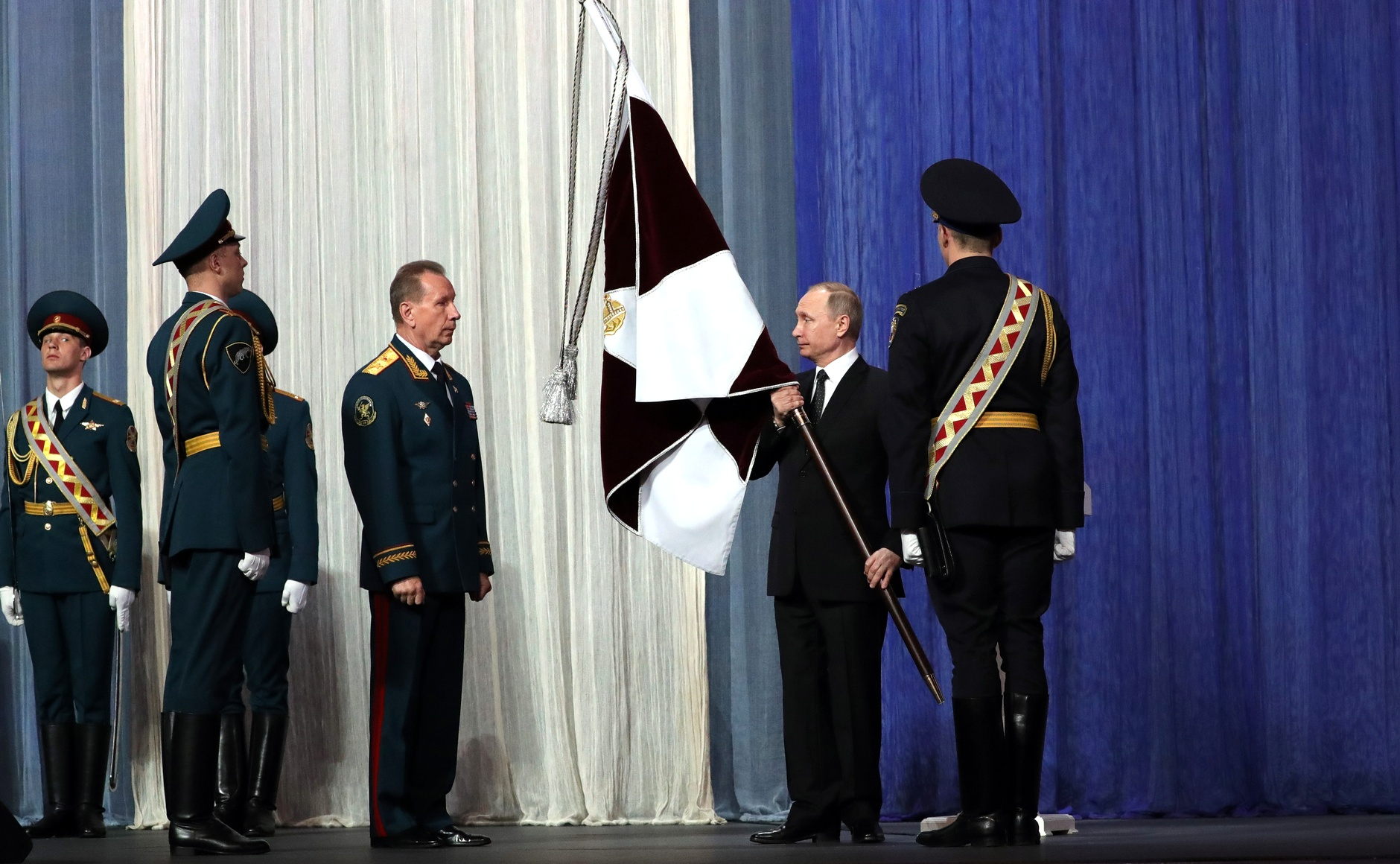
Ceremonia de la Guardia Nacional de Rusia

## Nombre oficial
El nombre completo de la Institución estatal es Servicio Federal de Tropas de la Guardia Nacional de la Federación de Rusia (en ruso: Федеральная служба войск национальной гвардии Российской Федерации). En documentos oficiales, puede ser referido por el acrónimo romanizado FSVNG RF (ruso: ФСВНГ РФ). En ruso, el acrónimo menos formal Rosgvárdiya (ruso: Росгвардия, lit. "Guardia rusa") se usa comúnmente.

## Historia
Los planes para crear una Guardia Nacional directamente subordinada al presidente se informaron en abril de 2012, cuando algunos periodistas asumieron que la Guardia Nacional se formaría para garantizar la seguridad y la protección del orden constitucional sobre la base del MVD ruso y otras agencias de seguridad, incluso a expensas de las fuerzas y medios pertenecientes a las Tropas Aerotransportadas, la Fuerza Aérea, la Armada y la policía militar rusas, así como elementos de EMERCOM de Rusia; la reforma de aparatos de seguridad había sido desde la década de 1990. Según Zdzislaw Sliwa, el concepto de una organización similar a la Guardia Nacional fue concebido en las protestas rusas de 2011–2013.
El establecimiento del Servicio de la Guardia Nacional Federal de Rusia supuestamente causó disturbios en el Kremlin debido al hecho de que la Guardia Nacional asumía varios deberes y funciones que normalmente lleva a cabo el Ministerio del Interior. El portavoz de la Presidencia rusa, Dmitri Peskov, declaró que el ministro del Interior, Vladimir Kolokoltsev, no dimitió; el portavoz Peskov también negó que el establecimiento de la Guardia Nacional significara una crisis de confianza en el llamado "silovikí" y declaró que el Servicio de la Guardia Federal mantendría sus competencias; sin embargo, no comentó si los jefes entonces en funciones del Servicio Federal de Drogas y el Servicio Federal de Migración, que en los mismos días se sometieron a una reforma importante con su subordinación al Ministerio del Interior, mantendrían sus puestos.

### Establecimiento
El 5 de abril de 2016, el presidente Putin creó la Guardia Nacional de Rusia mediante un Decreto Presidencial (Orden Ejecutiva), un acto legal que tiene el estatuto de un estatuto.
El 6 de abril de 2016, el presidente Vladímir Putin presentó a la Duma Estatal (la cámara baja del parlamento de la Asamblea Federal) el proyecto de ley marco para este nuevo cuerpo ejecutivo titulado "Sobre las tropas de la Guardia Nacional rusa" junto con sus enmiendas correspondientes que contiene una disposición para la protección de mujeres embarazadas, niños, personas discapacitadas y multitudes, que refleja literalmente las limitaciones que ya existen en la legislación rusa sobre el trabajo policial:
Se prohibirá el uso de armas de fuego contra mujeres con signos visibles de embarazo, personas con signos aparentes de discapacidad y personas menores de edad, excepto en los casos en que dichas personas opongan resistencia armada, asalten a un grupo de atacantes o cometan otro ataque que amenace la vida y la salud de los ciudadanos o de un servicio de la Guardia Nacional, y también se debe prohibir el uso de armas de fuego en lugares muy concurridos, si su uso puede dañar a las personas de forma casual.
El 9 de mayo de 2016 la Guardia Nacional desfiló por primera vez. 400 miembros de la Guardia Nacional de ODON Ind. División Motorizada del Comando de las Fuerzas de la Guardia Nacional, Servicio de la Guardia Nacional Federal de la Federación Rusa "Félix Dzerzhinsky" formó parte del Desfile del Día de la Victoria de Moscú 2016.
El 18 de mayo de 2016, la Duma del estado aprobó la primera de las tres lecturas del proyecto de ley que establece la Guardia Nacional. El 22 de junio de 2016, la Duma del Estado aprobó la última de las tres lecturas del proyecto de ley, estableciendo así la Guardia Nacional, que pronto siguió el Consejo de la Federación.
Los primeros miembros de la Guardia Nacional que se alistaron prestaron sus juramentos militares el 1 de junio de 2016.

### Fases del proceso de establecimiento
El secretario de prensa de la presidencia, Peskov, dijo a los reporteros que la Guardia Nacional inició sus operaciones antes de que la base legal de su trabajo fuera realmente finalizada.
Según el director del Servicio de la Guardia Nacional Federal y el director de las Fuerzas de la Guardia Nacional, Viktor Zolotov, la formación de la Guardia Nacional Rusa se llevará a cabo en tres etapas. La primera fase ve la transformación de las Tropas del Interior, de las unidades OMON y de las unidades SOBR (previamente enmarcadas dentro de la Politsiya) en unidades de la Guardia Nacional. El segundo paso consiste en la elaboración de la estructura organizativa y de personal de las tropas, la armonización de las regulaciones y la asignación de tareas específicas. Finalmente, la tercera fase prevé la finalización de todas las actividades organizativas y el inicio de la ejecución de las tareas encomendadas.

## Organización y liderazgo
La Guardia Nacional de Rusia está directamente subordinada al comandante en jefe supremo (es decir, el presidente de Rusia) con el titular de esta nueva estructura incluida en el Consejo de Seguridad como miembro permanente.
La Guardia Nacional de Rusia asumirá muchos de los deberes existentes de las fuerzas policiales especiales, eliminando así el vínculo sobre su uso que existía anteriormente entre el presidente Putin y su Ministro del Interior, Vladimir Kolokoltsev.
En una revisión importante de las agencias de seguridad rusas, la Guardia Nacional, que incluirá tropas del Ministerio del Interior, militares de las Fuerzas Armadas Rusas (incluidos paracaidistas, fuerza aérea, marina y policía militar), y (como se propuso en 2012) el Ministerio de Personal de situaciones de emergencia (como bomberos y rescatistas) compuesto por conscriptos y personal contratado y asumirá funciones previamente administradas por la policía antidisturbios de OMON y las fuerzas de reacción rápida SOBR. A su vez, el Servicio Federal de Migración (FMS) y el Servicio Federal de Drogas (FSKN) se incorporarán a la estructura del Ministerio del Interior.
En funcionamiento, se espera que la Guardia Nacional cuente con unos 350 000 a 400 000 hombres. Sin embargo, a partir de mayo de 2016, el gobierno ruso no propuso el tamaño de las fuerzas realmente necesarias. El decreto presidencial de establecimiento señala que el proceso de transformación debe completarse antes del 1 de junio de 2016.
En cuanto a las políticas de personal, el 20 de abril de 2016, el director de FNGS, Zolotov, declaró que la Guardia Nacional de Rusia debe excluir el nombramiento de empleados con baja moral y cualidades profesionales que hayan cometido actos difamatorios.

### Composición
La Guardia Nacional de Rusia está organizada en una estructura compuesta, que consta de seis elementos amplios:
- Comando de las Fuerzas de la Guardia Nacional (Войска национальной гвардии), que maneja las unidades operativas (antes pertenecientes a las Tropas del Interior); incluyendo el ODON y el Cuerpo de Servicio Naval de la Guardia Nacional;
- Centro de Operaciones Especiales y Aviación de la Guardia Nacional,[29] incluidas las unidades especiales Zubr, Vityaz, Rus y Yastreb;[25][30]
- Unidades de la Guardia Nacional SOBR y OMON;
- Las administraciones y otros departamentos que ejercen la supervisión federal sobre armas de fuego y la regulación de seguridad privada, la protección personal y el servicio de guardias de seguridad del personal del gobierno, incluido el Centro de Protección de Seguridad del Personal del Gobierno Especialmente Designado (anteriormente perteneciente al MVD);[25]
- La empresa unitaria del estado federal "Okhrana" (proporciona servicios de seguridad / respuesta rápida a los ciudadanos).[25]

### Liderazgo
Según el decreto presidencial de establecimiento, el Servicio de la Guardia Nacional Federal  forma parte del poder ejecutivo, que está encabezado por el presidente de Rusia. El Servicio Federal está dirigido por un "Director", y el director del servicio es simultáneamente el comandante del Comando de las Fuerzas de la Guardia Nacional. El director tiene seis directores adjuntos, incluido un primer director adjunto que es a la vez jefe de gabinete de la Guardia Nacional y un "secretario de estado / subdirector", el jefe del Departamento Legal es el mayor general Sergei Babaitsev.
El 5 de abril de 2016, Viktor Zolotov, excomandante de las tropas interiores de Rusia, y exjefe del servicio de seguridad personal del presidente ruso, fue nombrado Director del Servicio de la Guardia Nacional Federal y Comandante del Comando de las Fuerzas de la Guardia Nacional y relevado de sus deberes anteriores, y por un decreto presidencial separado también fue nombrado miembro del Consejo de Seguridad, a título personal.
El 20 de mayo de 2016, el recién ascendido coronel general Sergei Chenchik fue nombrado jefe del Estado Mayor y primer subdirector adjunto del Servicio de la Guardia Nacional Federal de Rusia. El general Chenchik tiene un papel importante en el sistema de seguridad del norte del Cáucaso desde fines de la década de 1990; según Valery Dzutsati, el nombramiento de Chenchik como subjefe de la Guardia Nacional indica que se ha aprobado su enfoque de los problemas de seguridad.
Según el sitio web oficial, otras posiciones principales son las de Comandante de las tropas de la Guardia Nacional de la Federación de Rusia, celebrada en 2016 por Oleg Borukayev y Sergei Yerygin.

### Unidad cibernética
Según Sergey Sukhankin, de la Fundación Jamestown, la Guardia Nacional incluye una unidad especial encargada de las funciones de seguridad cibernética y de inteligencia cibernética. La función de la unidad es monitorear y analizar las redes sociales en línea.

### Organización territorial
La organización territorial consta de ocho distritos de la Guardia Nacional que tienen, como regla, el mismo nombre del Distrito Federal correspondiente. Una excepción es el Distrito de la Guardia Nacional del Este, que maneja unidades militares estacionadas en el territorio del Distrito Federal del Lejano Oriente. Además, los Distritos de la Guardia Nacional del Centro y Noroeste tienen nombres completos que incluyen títulos honoríficos dentro de ellos. En total, se crean 8 distritos de la Guardia Nacional de los 8 distritos federales; estos Distritos de la Guardia Nacional tienen los mismos límites, nombres y cuarteles generales que los de las antiguas Tropas Internas. Cada Distrito de la Guardia Nacional se subdivide en Brigadas.
Los oficiales de policía son nombrados para el puesto de jefes de los Distritos de la Guardia Nacional, mientras que los oficiales militares son nombrados para los puestos de jefes de personal.
Los distritos del Servicio de Tropas de la Guardia Nacional federal operan directamente las fuerzas de tarea, las unidades militares y las demás organizaciones de la Guardia Nacional, así como las unidades territoriales a nivel regional, tales como los departamentos principales de administración, las estructuras de administración local y otros departamentos.
- Distrito central de la Guardia Nacional de Orsha-Khingan, con sede en Moscú;
- La Orden del Noroeste del Distrito de la Guardia Nacional de la Estrella Roja, con sede en San Petersburgo;
- Distrito de la Guardia Nacional Volga - con sede en Nizhny Novgorod;
- Distrito de la Guardia Nacional del Sur - con sede en Rostov-on-Don;
- Distrito de la Guardia Nacional del Cáucaso del Norte - con sede en Pyatigorsk;
- Distrito de la Guardia Nacional de los Urales - con sede en Ekaterimburgo;
- Distrito de la Guardia Nacional Siberiana - con sede en Novosibirsk;
- Distrito de la Guardia Nacional del Este - con sede en Jabárovsk;

### Organizaciones educativas
Las organizaciones educativas de la Guardia Nacional están directamente bajo el director de la Guardia Nacional.

#### Instituto Militar de las Fuerzas de la Guardia Nacional de San Petersburgo
Ubicado en San Petersburgo, el Instituto Militar del Comando de las Fuerzas de la Guardia Nacional sirve como centro de entrenamiento para el personal del Comando de las Fuerzas de la Guardia Nacional de la Guardia Nacional de Rusia, incluidos los oficiales, oficiales de la policía y oficiales no comisionados. Se estableció el 4 de septiembre de 1947 como la Academia Central MVD y, desde entonces, ha pasado por muchas transformaciones antes de adquirir su título actual en 2016.